# Tourniquet (jeu)
Pour les articles homonymes, voir Tourniquet.
Un tourniquet est un jeu d'enfant présent sur certains terrains de jeux. Il s'agit en quelque sorte d'un manège simplifié puisqu'il est mû uniquement par la force physique des enfants.

## Galerie d'images

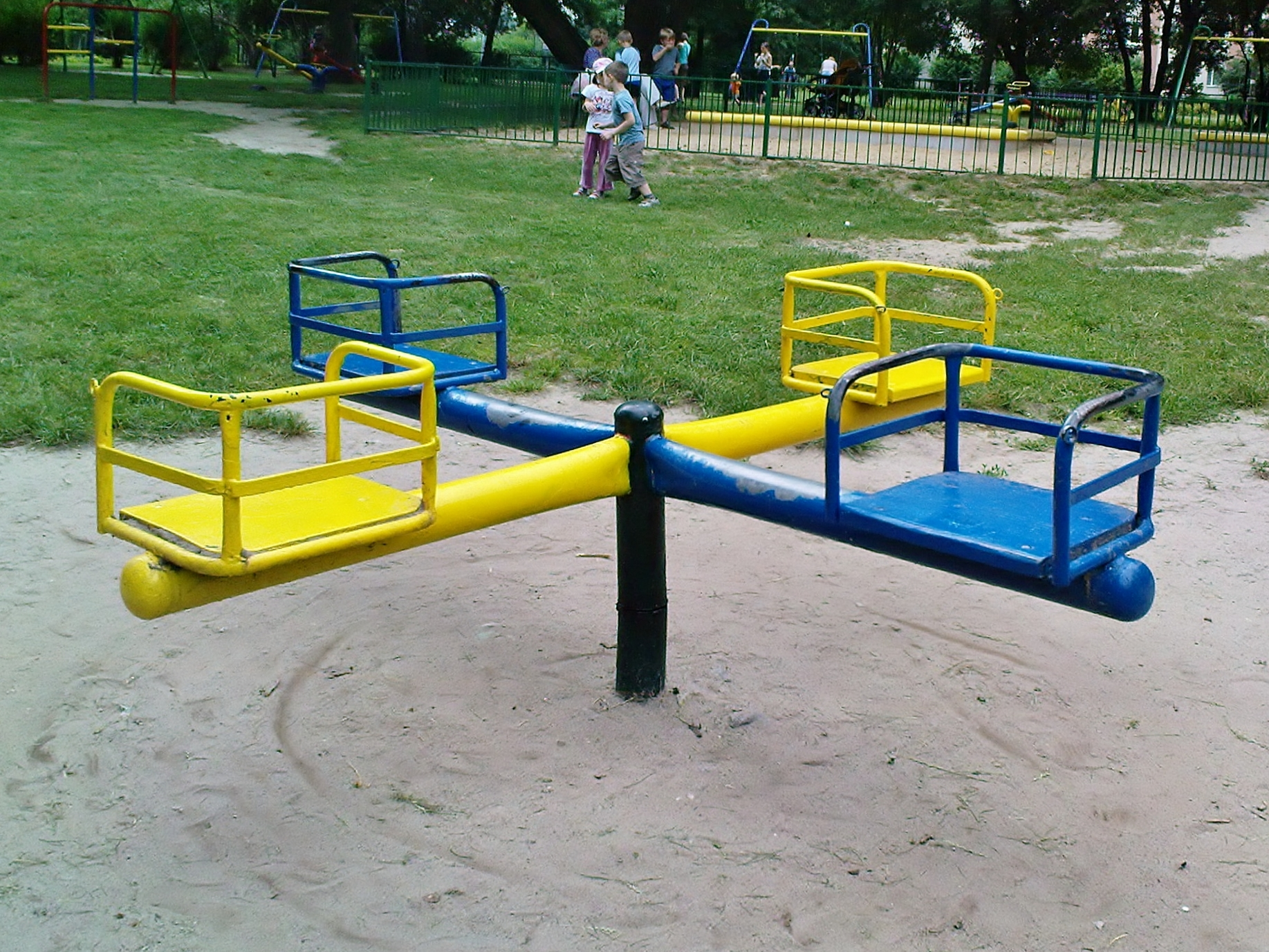
Tourniquet à 4 sièges, actionné par les jambes
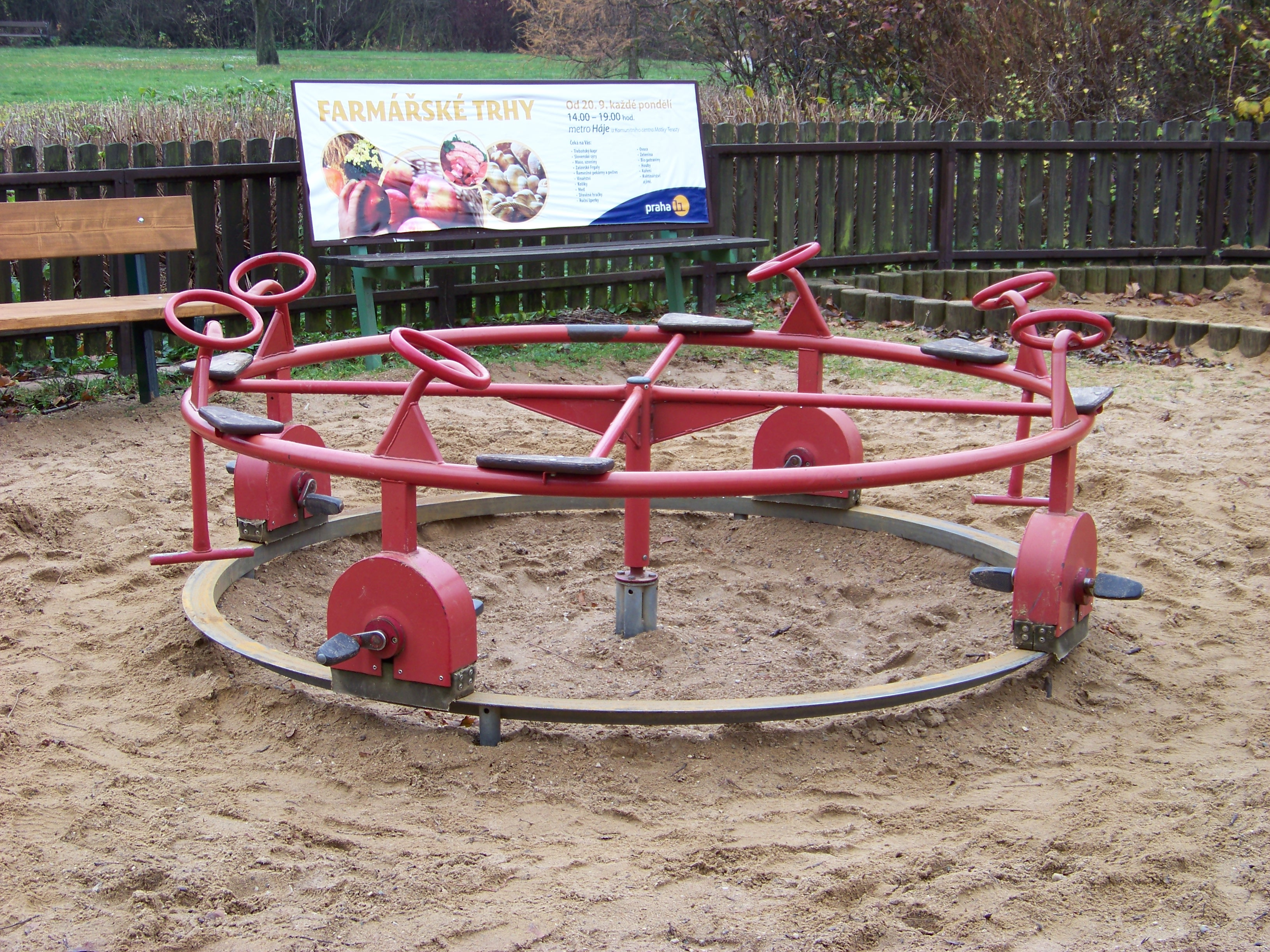
Tourniquet à pédales sur rails
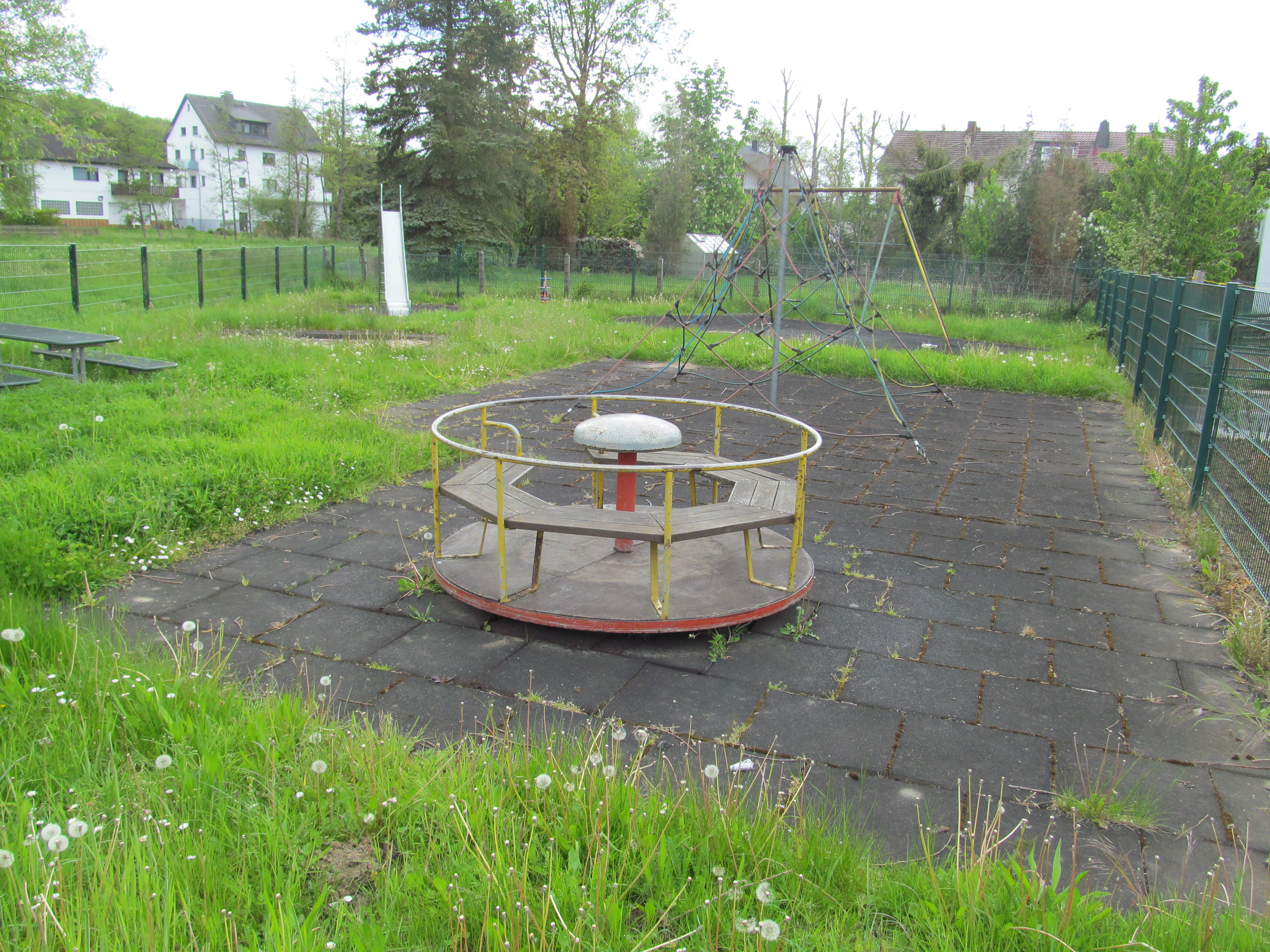
Tourniquet à volant central type des années 60-70
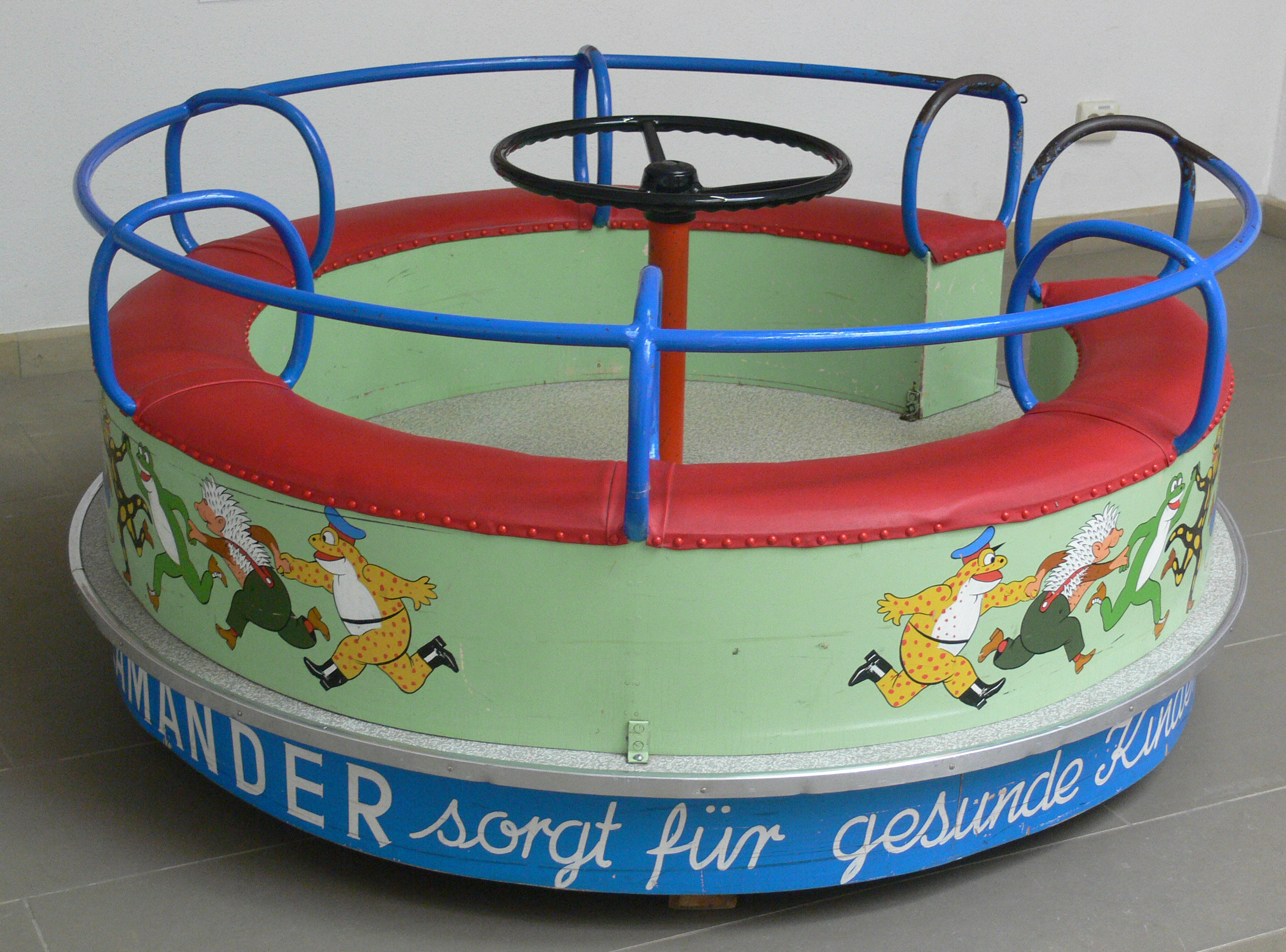
Tourniquet à volant central
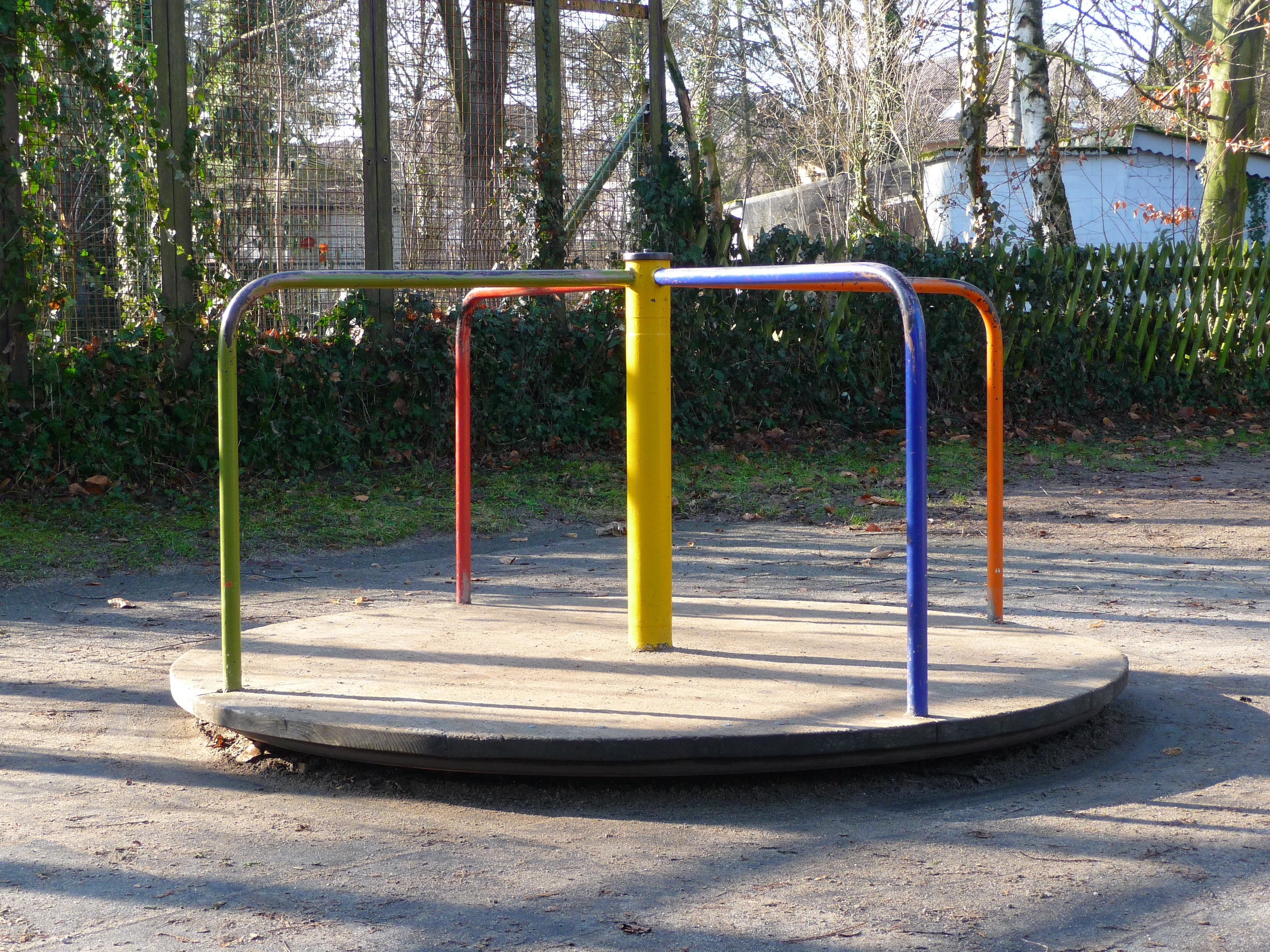
Tourniquet à position debout, s'actionne comme une trottinette
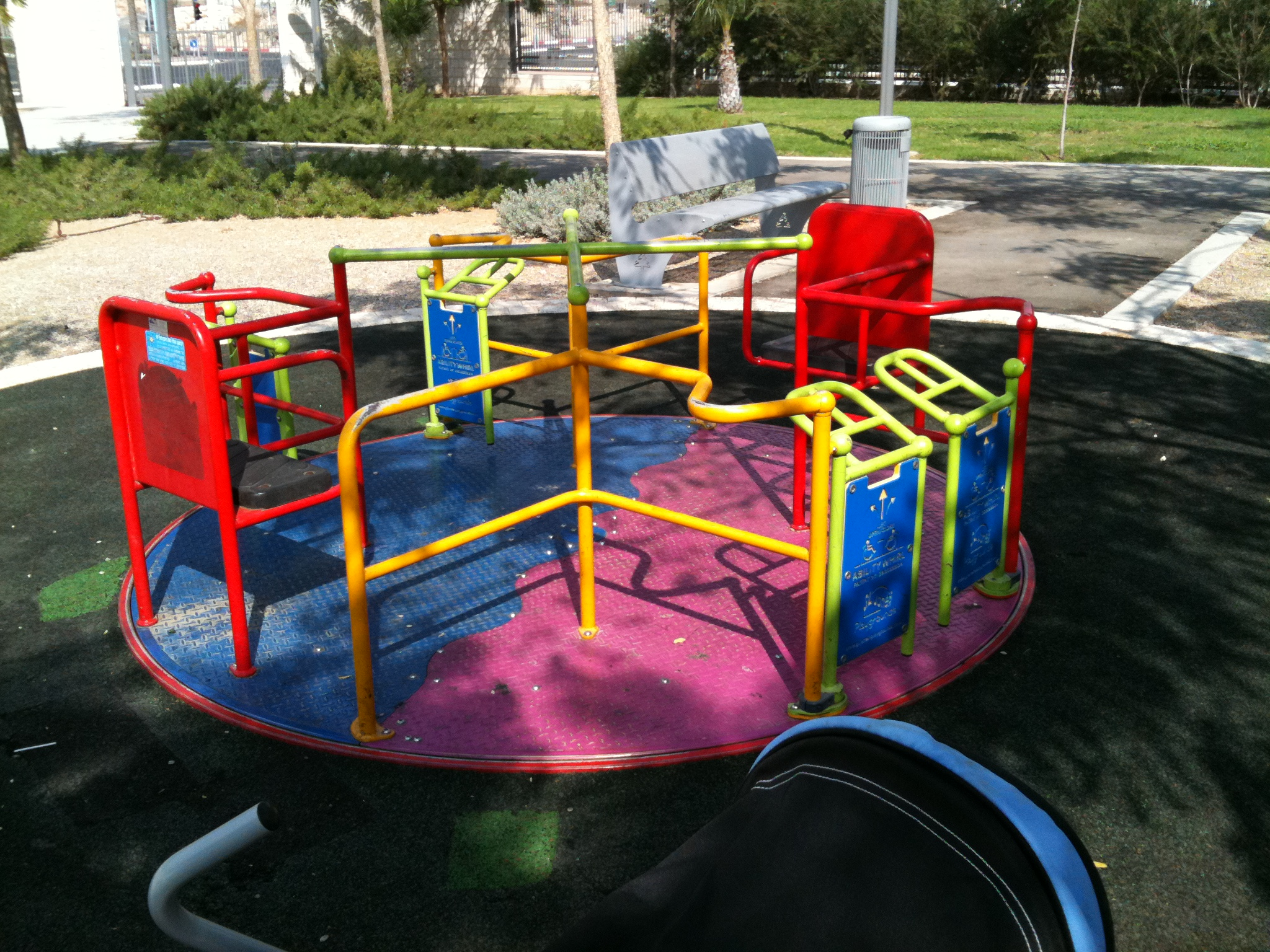
Tourniquet avec position de montée et descente libre
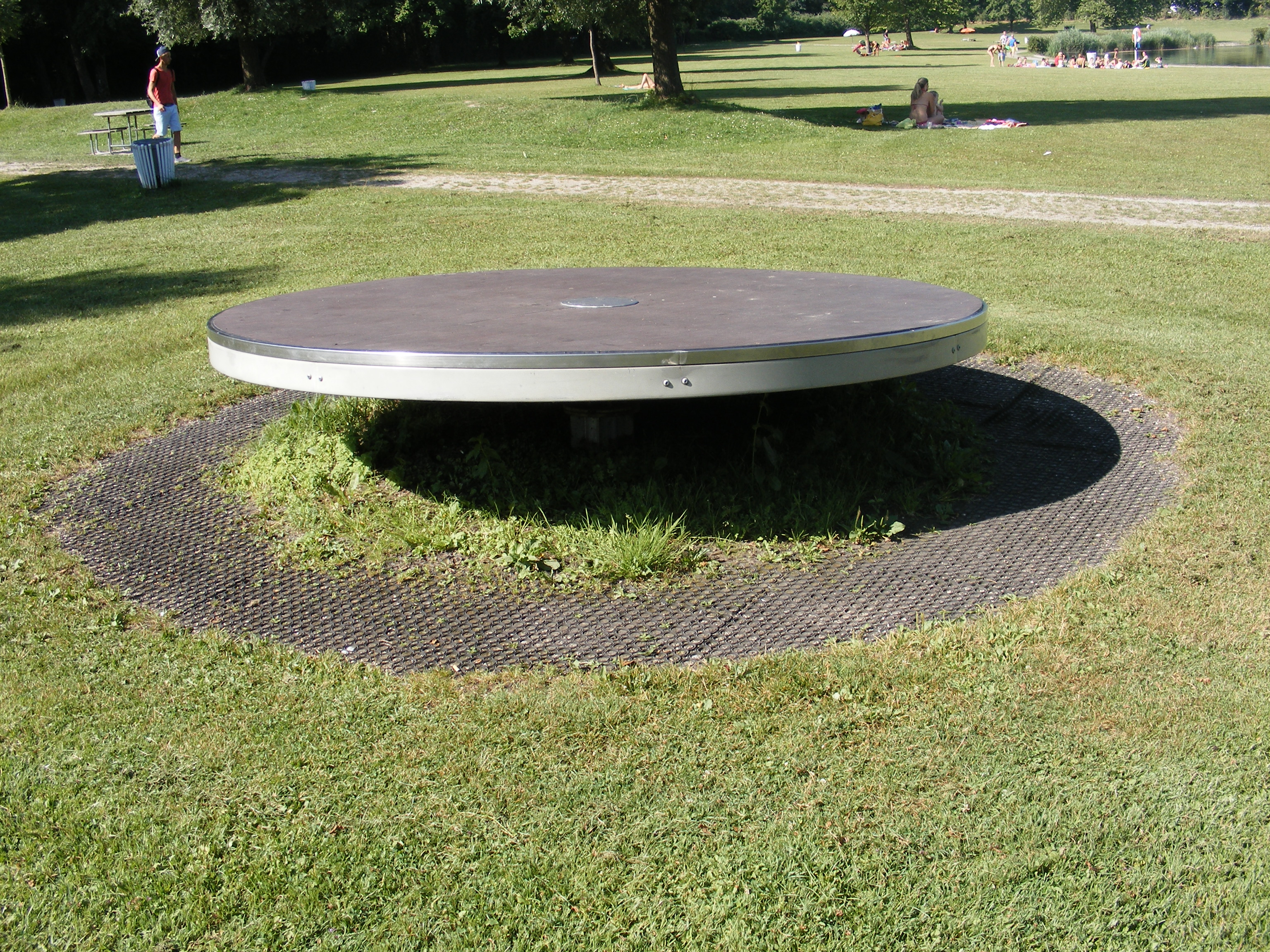
Evolution moderne du tourniquet, rotatif et inclinable, de montée et descente libre
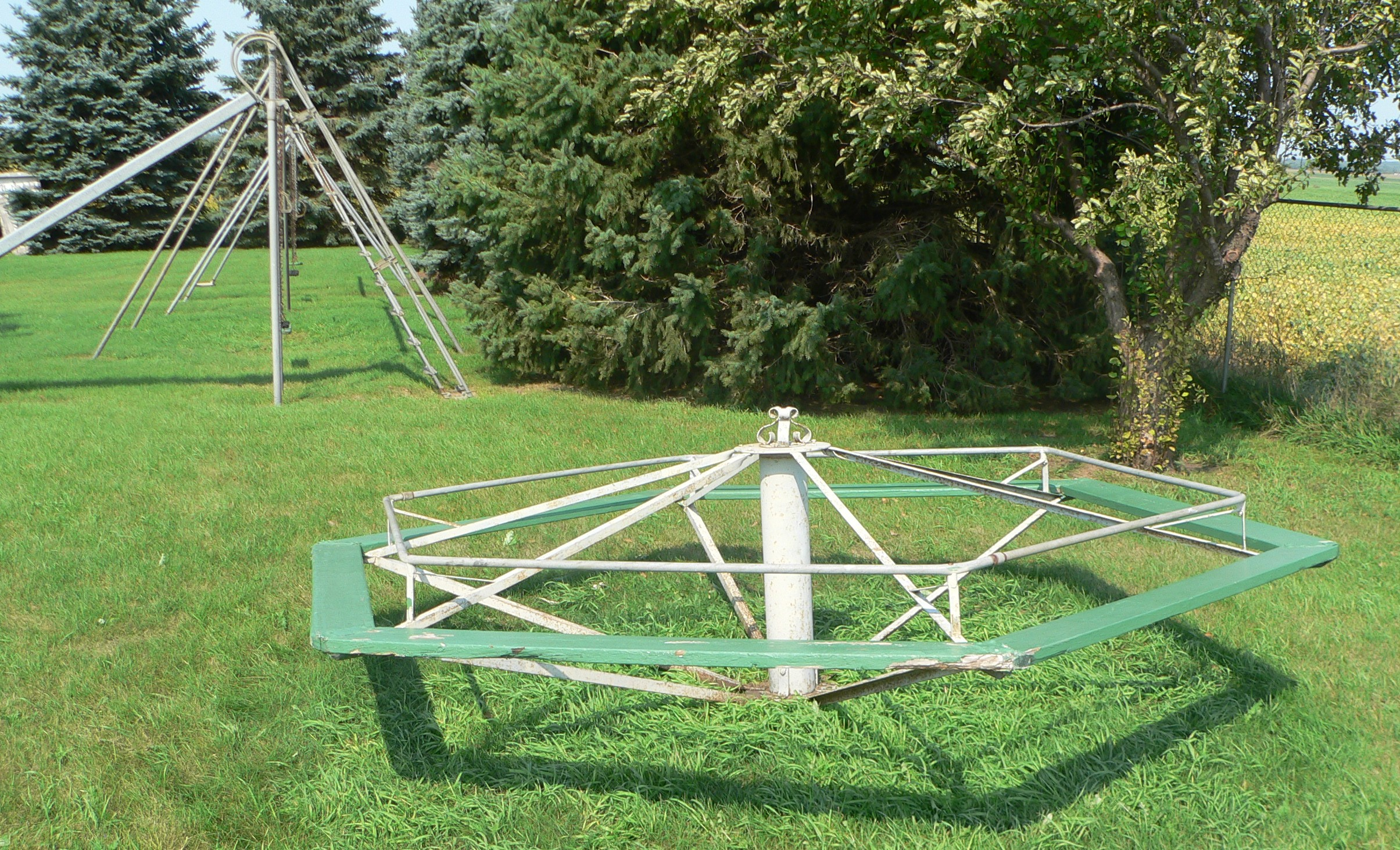
Ancien modèle de tourniquet, actionné par les jambes.
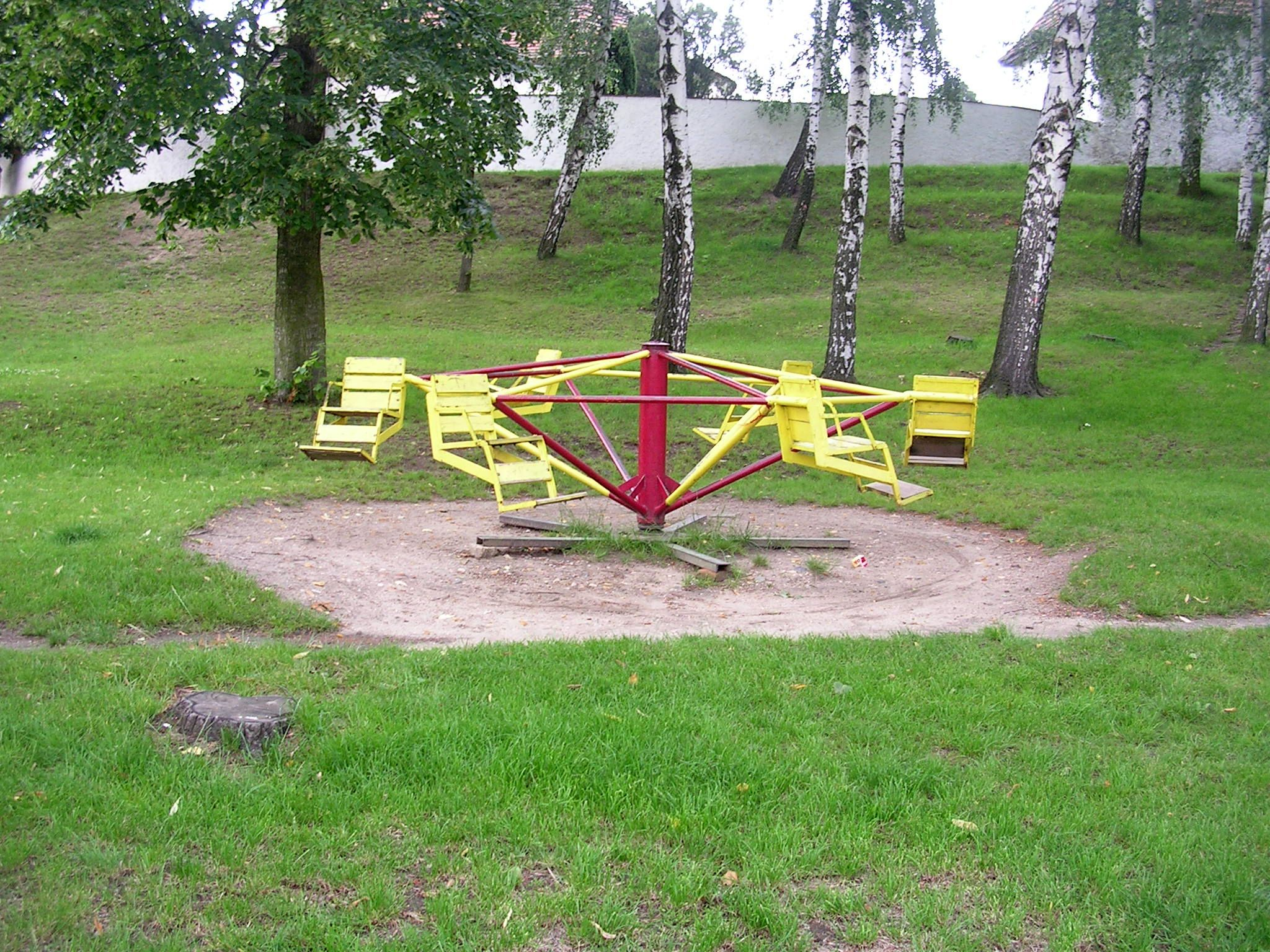
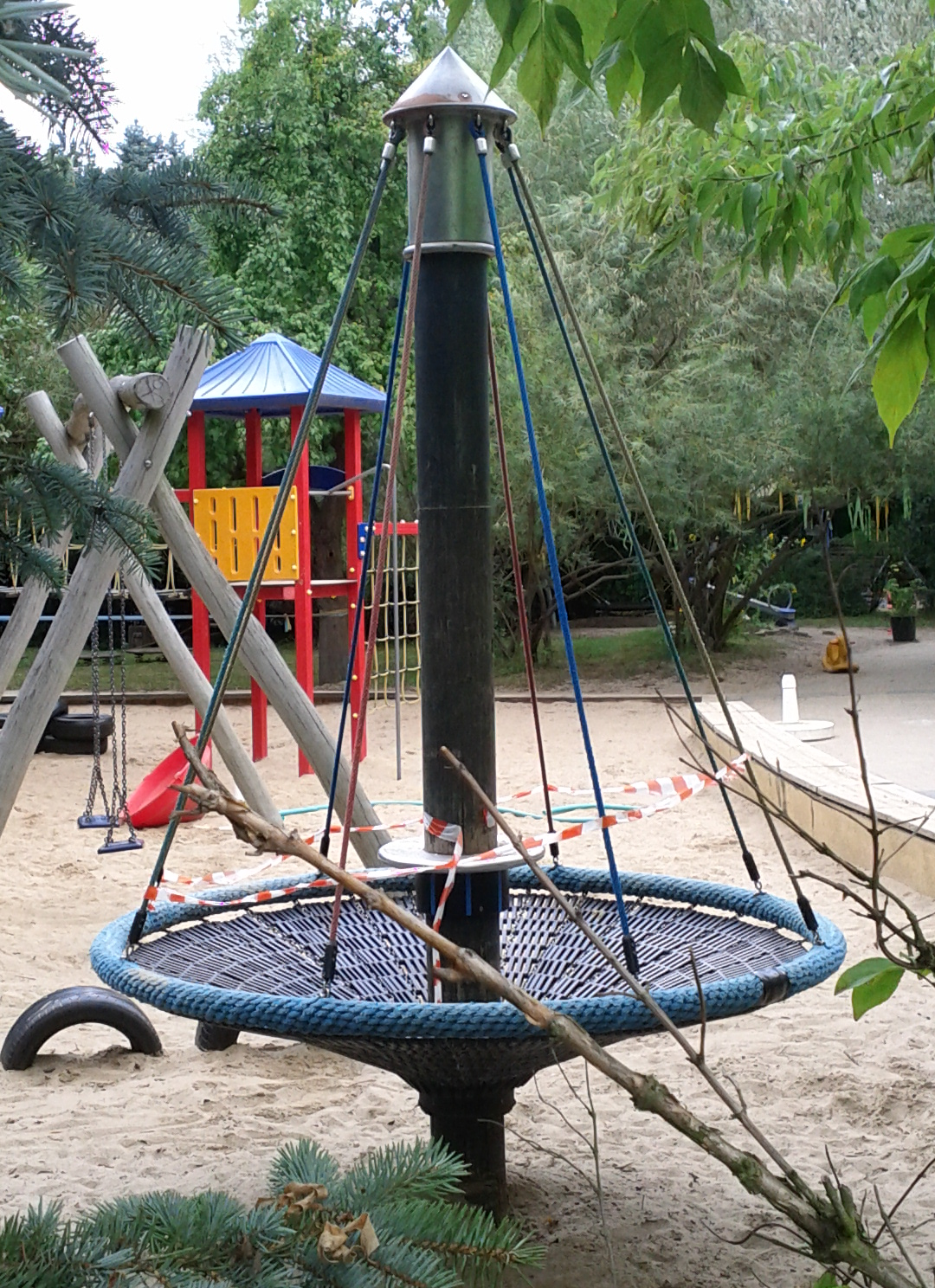
En forme de toupie, position assise ou debout.
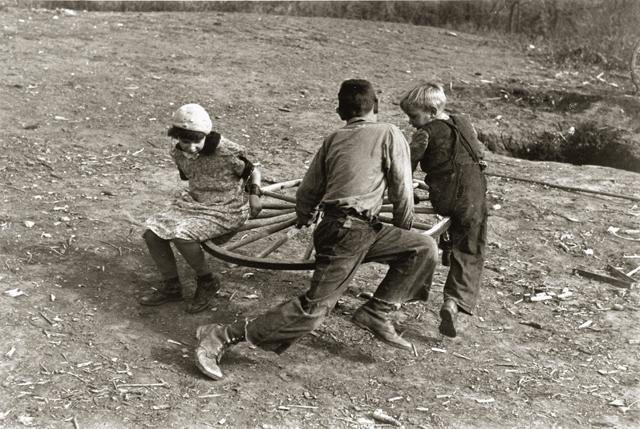
Un tourniquet fait-maison.